# Silberbach (Schwarzbach)
Der Silberbach ist ein linker Nebenbach des Dattenbachs im Taunus.

## Geographie

### Verlauf
Der Silberbach verfügt über zwei Quellbäche. Der nördliche von beiden entspringt im Tränkebachschlag südöstlich des Glaskopfes.
 Ähnlich wie der etwa 300 Meter parallel fließende Rombach diente er der Tränkung der Tiere an der Passhöhe Eselsheck, der heutigen B8. Daher wurde er historisch Tränkbach genannt. Heute wird er Kalbshecker Bach genannt, nach der unterhalb der B8 liegenden Waldflur Kalbsheck.
Etwa 1.000 Meter weiter südlich entspringt der zweite Quellbach.
 1.200 Meter unterhalb der Quelle lag die Wüstung Dittelshain. Der Bach trägt daher auch die Bezeichnung Dittelshainer Bach.
An der Stegwiese östlich von Schloßborn vereinigen sich die beiden Bäche zum Silberbach. Er fließt nun zwischen dem Spitzeberg und dem Atzelberg nach Ehlhalten, wo er in den Dattenbach mündet.
Der südliche Zipfel des Spitzeberges trägt den Namen Silberberg (hier soll sich einst ein Silberbergwerk befunden haben). Der Name des Baches leitet sich hiervon ab.

### Zuflüsse
- Kalbshecker Bach (rechter Quellbach), 2,8 km
- Dittelshainer Bach  (linker Quellbach), 2,2 km

## Naturschutzgebiet Silberbachtal bei Schloßborn

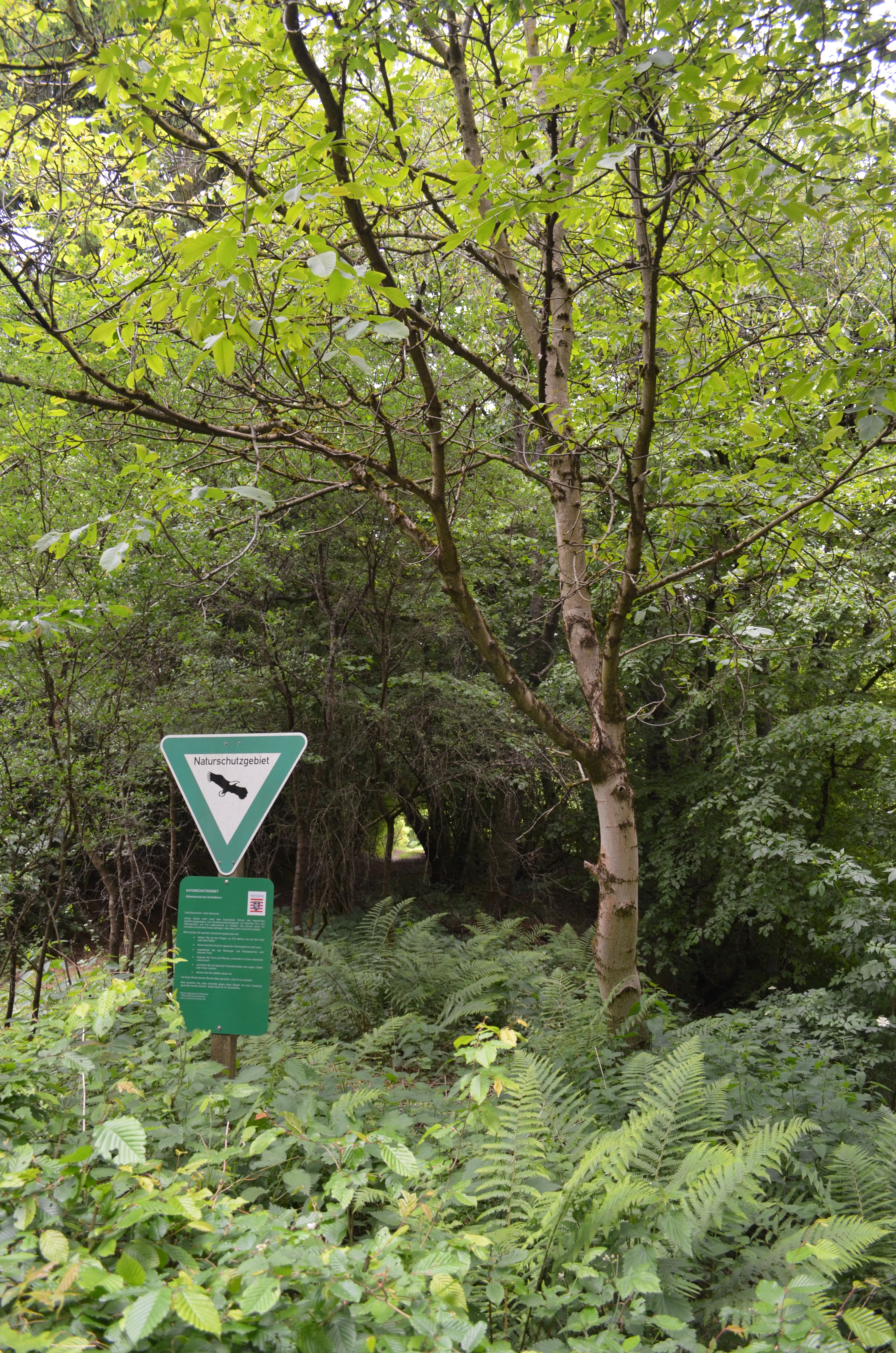
Silberbachtal bei Schloßborn

1997 wurde das Naturschutzgebiet Silberbachtal bei Schloßborn mit einer Größe von 39,67 Hektar unter Schutz gestellt.